# Цивадзе, Аслан Юсупович
Асла́н Юсу́пович Цива́дзе (род. 20 января 1943 года, Батуми) — советский и российский химик. Доктор химических наук, профессор, академик Российской академии наук (2003; член-корреспондент с 1997). Лауреат Государственной премии РФ (2000). Иностранный член Академии наук Грузии.

## Биография
В 1966 году окончил Грузинский политехнический институт им. В. И. Ленина и начал работать инженером, затем старшим научным сотрудником в ВНИИ оптико-физических измерений в Москве. В 1970 году защитил кандидатскую диссертацию на тему «Исследования ИК-спектров поглощения координационных соединений некоторых металлов с группами XCN (X-O, S, Se)» и перешёл в Институт общей и неорганической химии АН СССР.
В 1978 году защитил докторскую диссертацию на тему «Спектрохимия амидокомплексов металлов».
С 1982 года — заведующий лабораторией новых физико-химических проблем ИОНХ АН СССР, с 1999 года — заместитель директора ИОНХ РАН. С 2002 года — директор Института физической химии и электрохимии РАН; заведующий кафедрой неорганической химии МИТХТ. С 2012 года — президент Российского химического общества имени Д. И. Менделеева. С 2013 года — академик-секретарь Отделения химии и наук о материалах РАН. Главный редактор журнала «Электрохимия».

## Основные труды
- Координационные соединения металлов с краун-лигандами / А. Ю. Цивадзе, А. А. Варнек, В. Е. Хуторский. М.: Наука, 1991
- Неорганическая химия. Химия элементов. 2-е изд. М., 2007. Т. 1-2 (соавт.);
- Координационная химия. М., 2007 (соавт.);
- Физическая химия адсорбционных явлений / А. Ю. Цивадзе и др. М.: Граница, 2008 (2-е изд. 2011);
- Теоретические и экспериментальные методы химии растворов (Серия «Проблемы химии растворов») / Коллективная монография. Отв. ред. А. Ю. Цивадзе. М.: Проспект, 2011
- Химия актинидных наночастиц / А. Ю. Цивадзе, Г. В. Ионова, С. П. Ионов, В. К. Михалко, Г. А. Герасимова. М.: Граница, 2015

## Награды и звания
- Орден «За заслуги перед Отечеством» IV степени (5 февраля 2024) — за большой вклад в развитие отечественной науки, многолетнюю плодотворную деятельность и в связи с 300-летием со дня основания Российской академии наук[3];
- Орден Александра Невского (2018) — за заслуги в развитии науки и многолетнюю плодотворную работу[4];
- Орден Почёта (2008) — за достигнутые трудовые успехи и многолетнюю добросовестную работу[5];
- Орден Дружбы (2000)[6];
- Лауреат Государственной премии РФ (2000) — за работу «Краун-соединения в химии и технологии»[7];
- Почётный профессор Российского химико-технологического университета им. Д. И. Менделеева (2008)[8].